# Pentápoli
Pentápoli (Pentapoli) är en ort i Grekland.   Den ligger i prefekturen Nomós Serrón och regionen Mellersta Makedonien, i den nordöstra delen av landet, 300 km norr om huvudstaden Aten. Pentápoli ligger 133 meter över havet och antalet invånare är 995.
Terrängen runt Pentápoli är platt åt sydväst, men åt nordost är den kuperad.Runt Pentápoli är det ganska glesbefolkat, med 42 invånare per kvadratkilometer. Närmaste större samhälle är Serrai, 12,5 km väster om Pentápoli. Trakten runt Pentápoli består till största delen av jordbruksmark.